# Paula (pel·lícula)
 Paula és una pel·lícula estatunidenca de Rudolph Maté, estrenada el 1952. Ha estat doblada al català.

## Argument[2]
Paula està casada amb un professor d'universitat. Un dia, angoixada després del seu segon avortament i sabent que de manera definitiva mai no podria tenir fills, mentre condueix de nit el seu cotxe, té un accident en el qual resulta ferit un noi i, espantada, fuig del lloc, deixant-lo abandonat a la seva sort, en part a causa del seu compromís per anar a una funció que honora el seu marit. Intenta explicar-li l'incident. Quan el sentiment de culpa la porta a interessar-se per l'estat de salut del noi, esbrina que ha perdut la facultat de parlar. A partir d'aquell moment, posarà tot el seu afany a ajudar-lo a recuperar el do de la paraula.

## Repartiment
- Loretta Young: Paula Rogers
- Kent Smith: John Rogers
- Alexander Knox: Dr. Clifford Frazer
- Tommy Rettig: David Larson
- Otto Hulett: Tinent Dargen
- Will Wright: Raymond Bascom
- Raymond Greenleaf: President Russell